# Dener Giovanini
Dener Giovanini é jornalista, documentarista cinematográfico e ambientalista brasileiro, reconhecido como empreendedor social pelas organizações  Ashoka, Avina e Schwab Foundation for Social Entrepreneurship.
Giovanini dirige e produz projetos para cinema e televisão e foi apresentador das séries “O Brasil é o Bicho” no programa Fantástico, da TV Globo  e “Ecos do Brasil”, no Canal Futura.
Recebeu em 2003, da ONU - Organização das Nações Unidas, o prêmio ambiental UNEP-Sasakawa.
Dener é também empresário e fundador da organização não governamental RENCTAS - Rede Nacional de Combate ao Tráfico de Animais Silvestres e das empresas DGCA e DGCA Filmes. 

## Carreira
Dener estudou Letras pela Universidade Federal do Rio de Janeiro (UFRJ), e Jornalismo pelo Instituto de Educação Superior de Brasília (IESB).
Iniciou o seu envolvimento com o meio ambiente aos 15 anos. Em 1992, participou da Conferência Mundial do Meio Ambiente (ECO92) no Rio de Janeiro. Na cidade de Três Rios criou a ONG Sociedade Mata Viva, através da qual realizou ações e projetos ambientais na região.
Em 1998, foi nomeado secretário do meio ambiente da cidade.
Atualmente Giovanini é colunista de meio ambiente do Estadão Online. 
Giovanini atua como palestrante em temas ambientais como Riscos Globais e Impactos Locais, História ambiental do Brasil, Biodiversidade, entre outros. 

### Renctas
Em 1999, Giovanini fundou a Renctas - Rede Nacional de Combate ao Tráfico de Animais Silvestres, uma Organização Social Civil de Interesse Público. Baseada em Brasília-DF, desenvolve ações de conservação da biodiversidade no Brasil, por meio de parcerias com a iniciativa privada, o poder público e o terceiro setor.
A Renctas tornou-se estudo de caso da Universidade Harvard em virtude do trabalho realizado ao combate de tráfico ilegal de animais.

### DGCA Comunicação Ambiental
Giovanini criou a DGCA no ano de 2004.  A empresa privada atua na área de comunicação ambiental integrada e serviços como diagnóstico, implantação e gerenciamento de crises socioambientais.DGCA Filmes 
Também em 2004, Giovanini fundou a DGCA Filmes. Uma produtora brasileira de conteúdo audiovisual com foco em TV e cinema, tendo sua expertise concentrada em produções socioambientais e históricas. 
Em 2007, Dener produziu e apresentou o quadro “O Brasil é O Bicho” no programa Fantástico, da TV Globo. A série “Ecos do Brasil” do Canal Futura e outros documentários institucionais, são exemplos de produções cinematográficas realizadas pela empresa.

## Livros Publicados
- Dicionário Enciclopédico Ilustrado Veja/ Larousse, Vol. 11, pág. 1199, Verb. GIOVANINI, Dener, Ed. Abril, 2006.[19]

- “Empreendedores Sociais em Ação”, co-autor. Cultura Editores Associados, 2001.[20]

- “Actitudes des Hacia la Fauna en Latinoamérica”, co-autor. Humane Society International 2100L. Street, NW Washington. DC.[21]

- “Animais Silvestres - Vida à Venda”, coordenador e editor. Dupligráfica. Brasília. DF.[19]

- “1º Relatório Nacional Sobre o Tráfico de Animais Silvestres”. [5]

## Prêmios Nacionais e Internacionais
2003- Reconhecimento de Notável Empreendedor Social da Schwab Foundation.
2003- Prêmio Unep-Sasakawa.
2003- Medalha de Honra do Congresso Nacional do Brasil.
2004- Prêmio Verde das Américas.
2004- Titulo de Cidadão Paulistano. 
2006- Eleito entre os 56 heróis ambientais do planeta. 
2007- Eleito pelo Jornal Le Monde como um dos 100 maiores ambientalistas do mundo.
2008- Eleito pela revista NewsWeek entre os 100 mais importante emprendedores sociais.
2009- Eleito pela revista japonesa Sokotoko como o 24º ambientalista mais influente da Terra.

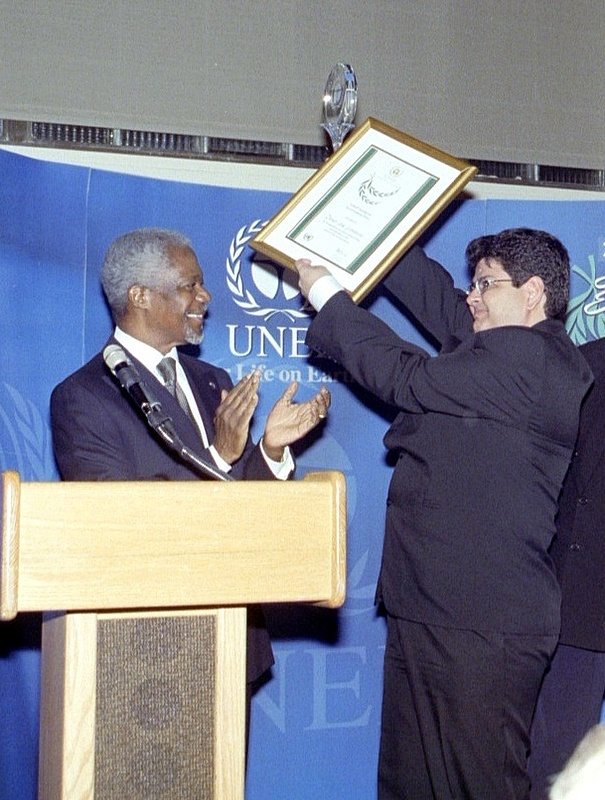
Dener Giovanini recebe das mãos de Kofi Annan, Secretário Geral da ONU, o Prêmio UNEP

## Documentários
Alguns documentários que falam sobre Dener Giovanini:
- Les Enjeux de la biodiversité
- Champions of the earth
- Four of a kind
- Rich Pickings
- Four of a Kind
- Learn about Dener Giovanini